# Нортпорт (Вашингтон)
Нортпорт (англ. Northport) — місто (англ. town) в США, в окрузі Стівенс штату Вашингтон. Населення — 297 осіб (2020).

## Географія
Нортпорт розташований за координатами 48°54′57″ пн. ш. 117°46′48″ зх. д. / 48.91583° пн. ш. 117.78000° зх. д. (48.915853, -117.779895).  За даними Бюро перепису населення США в 2010 році місто мало площу 1,50 км², уся площа — суходіл.

### Клімат
| Клімат : Нортпорт                        | Клімат : Нортпорт | Клімат : Нортпорт | Клімат : Нортпорт | Клімат : Нортпорт | Клімат : Нортпорт | Клімат : Нортпорт | Клімат : Нортпорт | Клімат : Нортпорт | Клімат : Нортпорт | Клімат : Нортпорт | Клімат : Нортпорт | Клімат : Нортпорт | Клімат : Нортпорт |
| Показник                                 | Січ.              | Лют.              | Бер.              | Квіт.             | Трав.             | Черв.             | Лип.              | Серп.             | Вер.              | Жовт.             | Лист.             | Груд.             | Рік               |
| Абсолютний максимум, °C                  | 13,9              | 15,6              | 24,4              | 33,3              | 38,9              | 41,7              | 43,3              | 42,8              | 40,6              | 30,6              | 20,6              | 14,4              | 43,3              |
| Середній максимум, °C                    | −0,2              | 3,7               | 10,3              | 17,3              | 22,6              | 26,3              | 31,2              | 30,3              | 24,4              | 15,1              | 5,6               | 0,8               | 15,6              |
| Середній мінімум, °C                     | −7,1              | −5,5              | −2,2              | 1,3               | 5,1               | 8,4               | 10,3              | 9,5               | 5,9               | 1,8               | −1,7              | −5,1              | 1,7               |
| Абсолютний мінімум, °C                   | −35,6             | −32,8             | −23,9             | −11,1             | −6,7              | −3,3              | −1,1              | −3,3              | −8,3              | −14,4             | −23,9             | −33,3             | −35,6             |
| Норма опадів, мм                         | 52                | 35                | 36                | 35                | 46                | 53                | 27                | 26                | 29                | 39                | 54                | 60                | 493               |
| Днів з опадами                           | 12                | 9                 | 9                 | 8                 | 10                | 10                | 5                 | 5                 | 6                 | 9                 | 12                | 12                | 107,0             |
| ---------------------------------------- | ----------------- | ----------------- | ----------------- | ----------------- | ----------------- | ----------------- | ----------------- | ----------------- | ----------------- | ----------------- | ----------------- | ----------------- | ----------------- |
| Джерело: Western Regional Climate Center |                   |                   |                   |                   |                   |                   |                   |                   |                   |                   |                   |                   |                   |

## Демографія
Згідно з переписом 2010 року, у місті мешкало 295 осіб у 139 домогосподарствах у складі 76 родин. Густота населення становила 197 осіб/км².  Було 168 помешкань (112/км²).
Расовий склад населення:
| - 94,2 % — білих - 1,7 % — корінних американців - 0,7 % — азіатів - 0,3 % — чорних або афроамериканців - 1,0 % — осіб інших рас |

До двох чи більше рас належало 2,0 %. Частка іспаномовних становила 4,1 % від усіх жителів.
За віковим діапазоном населення розподілялося таким чином: 21,0 % — особи молодші 18 років, 60,7 % — особи у віці 18—64 років, 18,3 % — особи у віці 65 років та старші. Медіана віку мешканця становила 48,5 року. На 100 осіб жіночої статі у місті припадало 100,7 чоловіків;  на 100 жінок у віці від 18 років та старших — 94,2 чоловіків також старших 18 років.
Середній дохід на одне домашнє господарство  становив 31 835 доларів США (медіана — 25 066), а середній дохід на одну сім'ю — 35 784 долари (медіана — 25 893). За межею бідності перебувало 42,2 % осіб, у тому числі 83,1 % дітей у віці до 18 років та 18,8 % осіб у віці 65 років та старших.
Цивільне працевлаштоване населення становило 105 осіб. Основні галузі зайнятості: роздрібна торгівля — 32,4 %, сільське господарство, лісництво, риболовля — 15,2 %, освіта, охорона здоров'я та соціальна допомога — 12,4 %.